# Стефка Георгієва
Стефка Кристєва Георгієва-Манойлова — болгарська архітекторка.

## Життєпис
Народилася 7 серпня 1923 в селі Джулюниця Великотирновської області.
Почала вивчати архітектуру в 1940 в Мюнхенському технічному університеті, але у зв'язку з Другою світовою війною перервала навчання в Німеччині, а згодом продовжила його у Софії і закінчила Державний політехнічний інститут у 1947.
З 1948 була дизайнером в ЦАПО (Центральна архітектурно-проектна організація), яку згодом реформували у Главпроект. З 1973 Геогрієва була керівником цієї студії. За її проектами побудовано багато громадських та житлових будинків і комплексів — готелі «Бузок» та «Мак» у курортному комплексі Золоті піски (1956—1959).
У складі колективу архітектора Ніколи Ніколова проектувала готелі «Бор», «Нарцис» та ресторан «Дюні» (1958—1960) на курорті Сонячний берег, спортивний зал для тенісу у Софії (1968), ресторан «Водениця» в Драгалевці (1970), житловий комплекс для дипломатичного корпусу в Софії (1972), готельні комплекси «Чорне море» і «Фрегат» та інші готелі й ресторани на Сонячному березі (1972—1973). Створила містобудівний план та готель Державної ради в урядовій резиденції «Бояна» (Софія, 1974) за активної участі художників Маріна Вирбанова, Суна Вирбанова, Димитра Балєва, Ніколи Тузсузова, Івана Ненова та ін. Спроектувала багато павільйонів Народної Республіки Болгарія за кордоном.
Померла у Софії в 2004.

## Нагороди та відзнаки
- 1959 — премія Димитрова (з колективом)
- 1962 — Народний орден праці (золото)
- 1968 — Народний орден праці (срібло)
- 1972 і 1973 — Премія Софії
- 1974 — орден Георгія Димитрова
- 1977 — Почесне звання «заслужений архітектор»
- 1981 — Премія Гердера.